# Телеграф (станция метро)
Телеграф (фр. Télégraphe) — станция линии 11 Парижского метрополитена, расположенная на границе XIX и XX округов Парижа. Названа по рю ду Телеграф, названной так в честь башни Менильмонтан, первой телеграфной башни в Париже.

## История
- Станция открыта 28 апреля 1935 года в составе первого пускового участка линии 11 Шатле — Порт-де-Лила.
- В 2016 году станция принимала участие в первоапрельской акции, в ходе которой она на один день сменила название на «#Tweet»[2]. По замыслу организаторов акции, выбор первоапрельского названия соответствует эволюции способов быстрого обмена сообщениями с момента изобретения телеграфа вплоть до онлайн-мессенджеров, микроблогов и социальных сетей.
- Пассажиропоток по станции по входу в 2011 году, по данным RATP, составил 2 160 412 человек[3]. В 2013 году этот показатель вырос до 2 506 008 пассажиров (220-е место по Парижскому метро)[4]

## Конструкция и оформление
Станция построена по модифицированному проекту: вместо одного односводчатого зала с двумя боковыми платформами были построены два односторонних зала для каждого направления. Подобное решение применялось для постройки станций Шато-Ландон на линии 7, а также некоторых станций (Бют-Шомон и Боцарис) на линии 7bis.

## В кино
В фильме Жана-Пьера Мельвиля "Самурай" (фр. Le Samouraï, 1967) на станции Télégraphe главный персонаж, наемный убийца Жеф Костелло (Ален Делон) спускается в метро, и полиция начинает слежку за его перемещениями, при этом в кадр попадают ещё несколько станций линии 11 в направлении к центру, включая  конечную Châtelet.

## Галерея

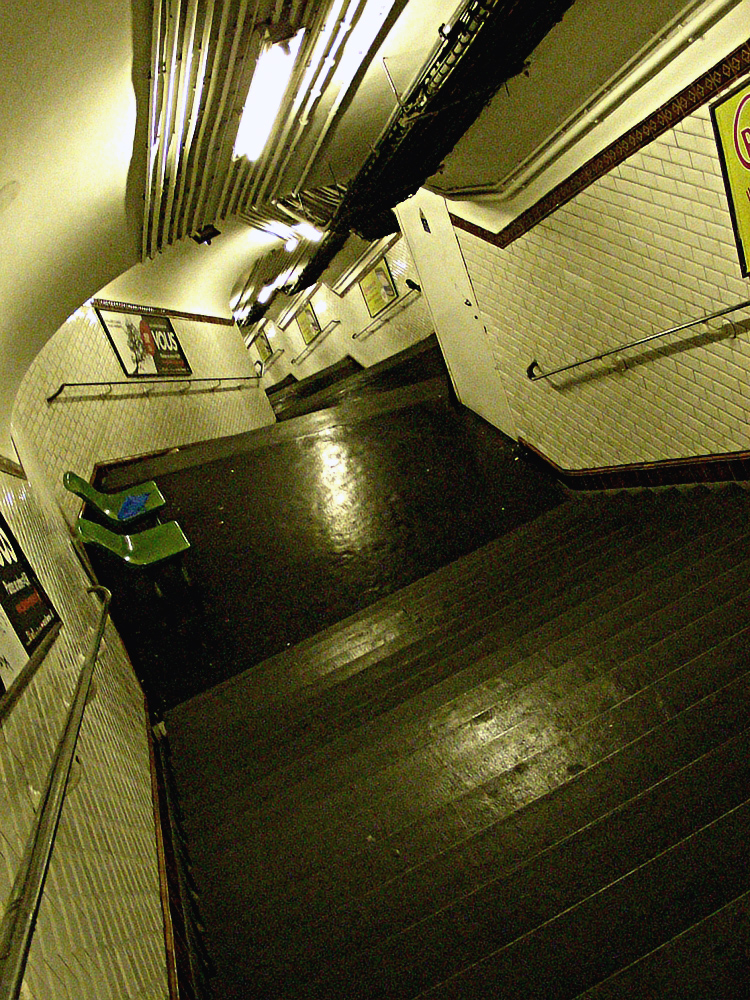
Лестничный сход
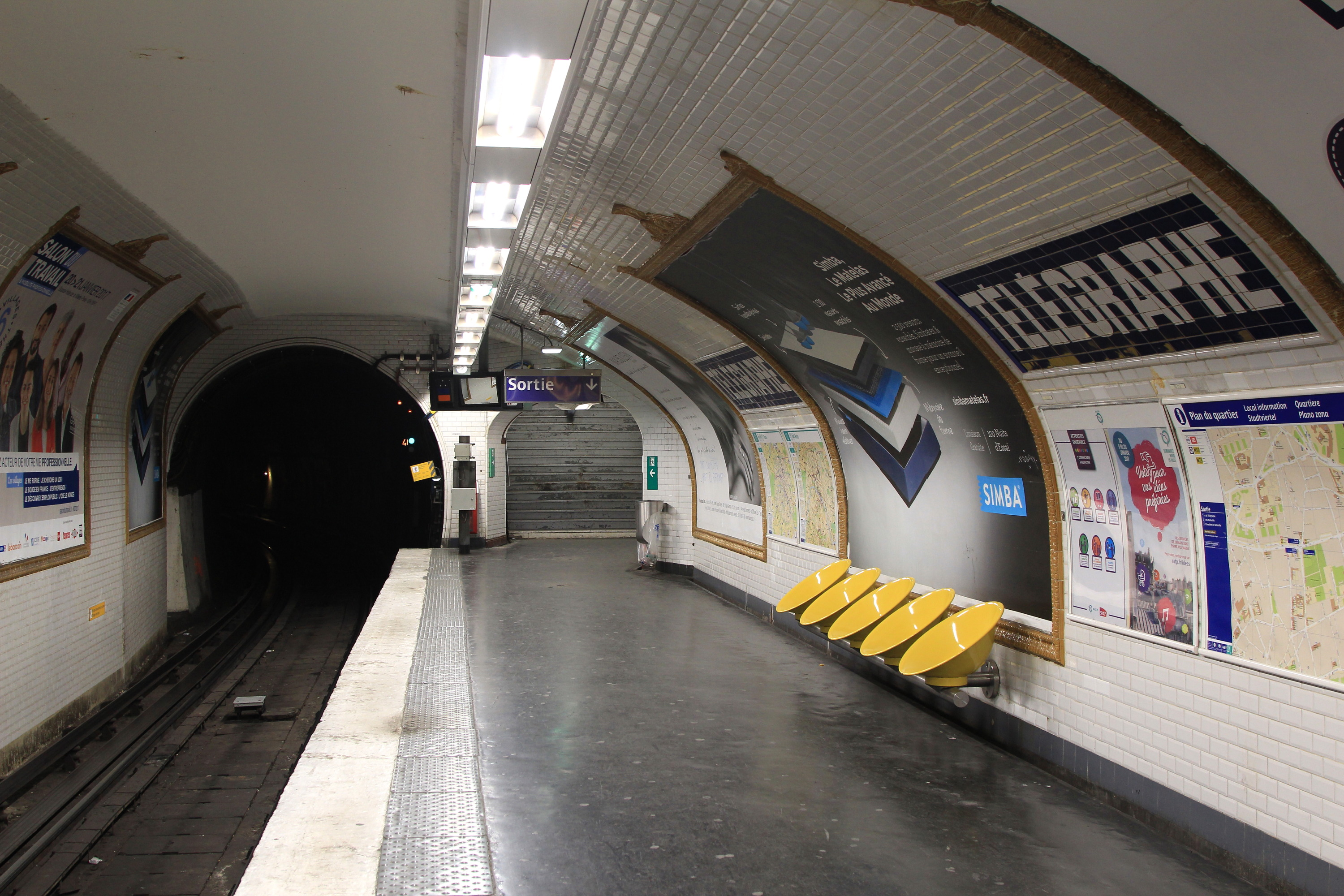
Выход из зала (направление в сторону станции Мэри-де-Лила)
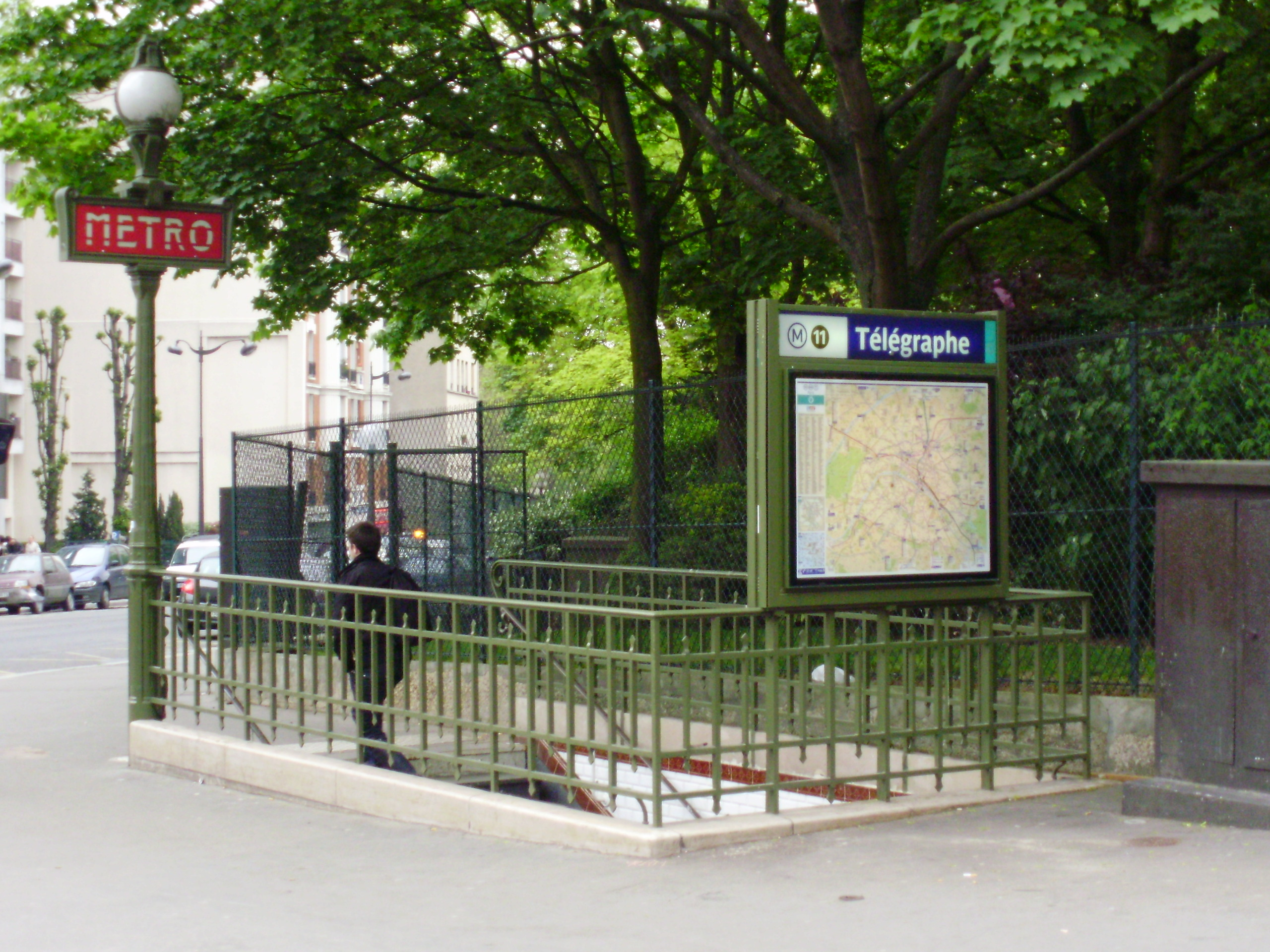
Лестничный сход